# Rama IV
Phra Chom Klao (Bangkok, 18 oktober 1804 – aldaar, 1 oktober 1868), beter bekend als Rama IV of koning Mongkut, was de vierde koning (rama) van de Chakri-dynastie in Thailand, hij volgde zijn halfbroer Rama III op na diens dood. Rama IV regeerde van 1851 tot 1868. Koning Rama IV voerde veel hervormingen door in de Thaise samenleving tijdens zijn regeerperiode en hij wordt net als zijn opvolger Rama V tot op de dag van vandaag vereerd.
Zijn volledige naam was Brhat Pada Somdetch Brhat Paramindra Maha Mongkut Sudhasamuti Dhipaya Bhungsavangsadita Varakrasatri Varakhatya Rakshana Karodama Chaturanta Parama Maha Chakrapati Raja Sangkat Parama Dharmika Maha Rajadhiraja Paramanuradha Bupati Brhat Chom Klao Chao Yu Hua.

## Betekenis van de naam Mongkut
In een briefwisseling met een vriend in de Verenigde Staten omschreef prins Mongkut zijn naam en titel. Chao komt overeen met heer of het Latijnse Dominus. Fah betekent de lucht maar voor de naam van een persoon betekent het zo hoog als de lucht. Mongkut betekent kroon. De naam Chao Fah Mongkut wordt dus: De hoge prins van de kroon. Na zijn kroning werd zijn naam veranderd in Phra Chom Klao, maar in het buitenland zou hij altijd bekend blijven als koning Mongkut.

## Jeugd
Hij werd geboren als tweede zoon van koning Rama II en koningin Sri Suriyendra. Tot aan zijn negende levensjaar woonde prins Mongkut in een oud paleis aan de Thonburikant van de rivier de Menam (ook wel Chao Phraya genoemd). Hij kreeg een traditionele opleiding in onder andere literatuur en poëzie in zowel het Thai als het Pali. Ook leerde hij geschiedenis, krijgskunde en paardrijden. Op twaalfjarige leeftijd werd hij al door zijn vader aangesteld als militaire commandant. Net zoals veel jonge Thais ook tegenwoordig nog doen werd prins Mongkut toen hij veertien jaar oud was voor een tijd monnik en ging zeven maanden lang in de tempel Wat Mahathat wonen. Op twintigjarige leeftijd keerde hij weer terug in het klooster, nu in de tempel Wat Phra Kaew naast het koninklijk paleis. Later zou hij verhuizen naar een kleinere tempel om zonder afleiding te kunnen studeren.

## Monnik
Slechts twee weken nadat Mongkut monnik geworden was overleed zijn vader koning Rama II en volgde er een opvolgingsraad. Deze besloot om prins Mongkuts halfbroer, prins Chesda Bondindra (Rama III), te kiezen als koning van Siam. Tijdens zijn tijd als monnik leerde Mongkut veel over staatsbestuur. Ook had hij als monnik een kans die hij als prins nooit gehad had, namelijk om mensen van allerlei achtergronden te ontmoeten, van landarbeiders tot kooplui zowel Thai als buitenlander. Hij kreeg hierdoor een direct inzicht in het alledaagse leven van de mensen in Siam, wat geen koning vóór hem gehad had, of na hem zou verwerven. Hij reisde blootvoets, zonder bezittingen, door het hele land en sprak met veel mensen. Ook sprak hij met buitenlanders waardoor hij een inzicht kreeg in hun denken en ook in hun technologie. Ook leerde hij in deze tijd veel buitenlandse talen, waaronder het Engels en het Latijn. Hij zou 27 jaar monnik blijven.

## Koning
Na de dood van zijn halfbroer volgde er opnieuw een opvolgingsraad, en deze besloot om Mongkut aan te wijzen als de nieuwe koning. Om onrust in het land te voorkomen accepteerde de monnik-prins deze benoeming en nam hij afscheid van zijn oude bestaan. Vlak na zijn kroning koos hij zijn broer prins Chatumani als onderkoning. Hiermee herstelde hij een traditie uit de tijd van koning Naresuan van Ayutthaya. Prins Chatumani werd bekend als koning Pinklao en hij bemoeide zich voornamelijk met de nationale defensie.
Ook begon koning Mongkut na zijn aanstelling als koning onmiddellijk met een aantal westerse hervormingen. De eerste pers voor het drukken van boeken in het Thai werd door hem geïnstalleerd. Hij liet ook vele wegen aanleggen en kanalen graven. Mongkut nam wetten aan om de rechten van kinderen en vrouwen te versterken. In 1867 gaf hij de Pha Bang (beeltenis van Boeddha) terug aan Luang Prabang.
Een van de grote passies van koning Mongkut was de astronomie – zo berekende hij correct de tijd en plaats van een zonsverduistering op 18 augustus 1868 en gaf hij de plaats aan waar die het best geobserveerd kon worden, een dorpje in de hedendaagse provincie Prachuap Khiri Khan. De koning nodigde veel andere geleerden uit om te komen, de Fransen stuurden zelfs een hele groep. De koning had een paviljoen laten bouwen voor de observatie en dit zou ironisch genoeg tot zijn dood leiden. Het paviljoen was gebouwd in een moerasachtig gebied met veel muskieten. De koning liep er malaria op en stierf zes weken later 1 oktober 1868.

## Engelse les en religie
Koning Mongkut wilde graag dat leden van zijn hof, net als hij, de Engelse taal machtig zouden worden. In 1851 liet de koning een brief sturen naar twee missionarissen, dr. Bradley en dr. Jones, waarin hij die wens tot uiting bracht. De missionarissen besloten hun eigen vrouwen en nog een derde aan te wijzen om de vrouwen van het hof Engelse les te geven. De lessen begonnen op 13 augustus 1851 en al spoedig volgden dertig vrouwen de klassen, maar deze werden na drie jaar gestopt. De reden was dat de vrouwen alleen les gaven vanuit religieuze teksten uit de Bijbel en probeerden de vrouwen van het hof te bekeren tot het christendom.
Ook was er onrust ontstaan in het hof omdat de leerlingen verteld werd dat ze in zonde leefden omdat ze vaak een van de vrouwen van één man waren. Volgens overlevering zou de koning gezegd hebben tegen een van zijn missionarisvrienden: Wat je ons leert om te doen is bewonderenswaardig, maar wat je ons leert om te geloven is onzin. De koning bleef echter vastbesloten dat de mensen aan zijn hof Engels zouden leren. Hij zond een brief aan zijn consul in Singapore om een leraar Engels te contracteren met de voorwaarde dat er geen religieuze zaken besproken zouden worden. Zo kwam in 1862 Anna Leonowens naar Bangkok om voor 4 jaar les te geven. Zij is vooral bekend geworden door de musical The King and I, en de verfilming daarvan, en de film Anna and the King.

## Opvolging
In 1860 trouwde koning Mongkut met prinses Anumara (Numan), een kleindochter van koning Anouvong van het koninkrijk Vientiane. Acht jaar later, in 1868, overleed hij twee weken voor zijn 64ste verjaardag. Koning Mongkut werd opgevolgd door zijn zoon prins Chulalongkorn die bekend zou worden als koning Rama V.